# Massengräber in Zagorje ob Savi
Auf dem Gebiet der Gemeinde Zagorje ob Savi in Slowenien wurden bisher (Stand 1/2024) in zwei Siedlungen insgesamt sechs Massengräbern gefunden. 

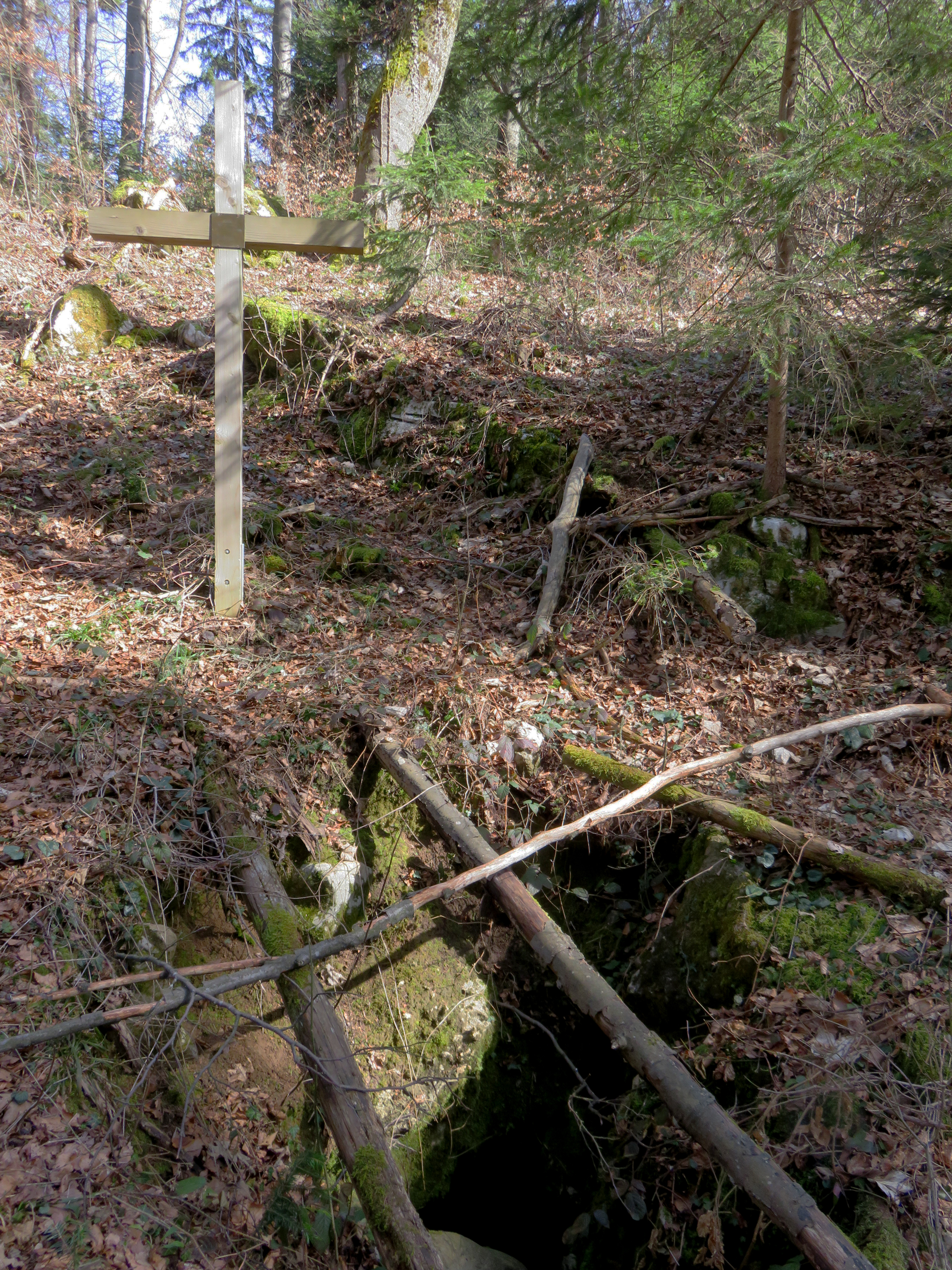
Zugang zun Massengrab der Blaž-Höhle

## Ravenska Vas
In Ravenska Vas wurden fünf Massengräber gefunden, die mit dem Zweiten Weltkrieg in Verbindung stehen. Sie alle enthalten die Überreste unbekannter Opfer
- Das Snežet-Massengrab (slowenisch: Grobišče Snežet) liegt im Wald 500 Meter südlich des Hauses Ravenska Vas Nr. 38.[1]

- Das Massengrab unter der Birke (Grobišče Pod brezo) liegt im Wald 300 Meter östlich des Hauses Ravenska Vas Nr. 39.[2]

- Die Massengräber Ravenska Vas 1 bis 3 (Grobišče Ravenska vas 1 bis 3) liegen auf einer Wiese am Waldrand.[3][4][5]

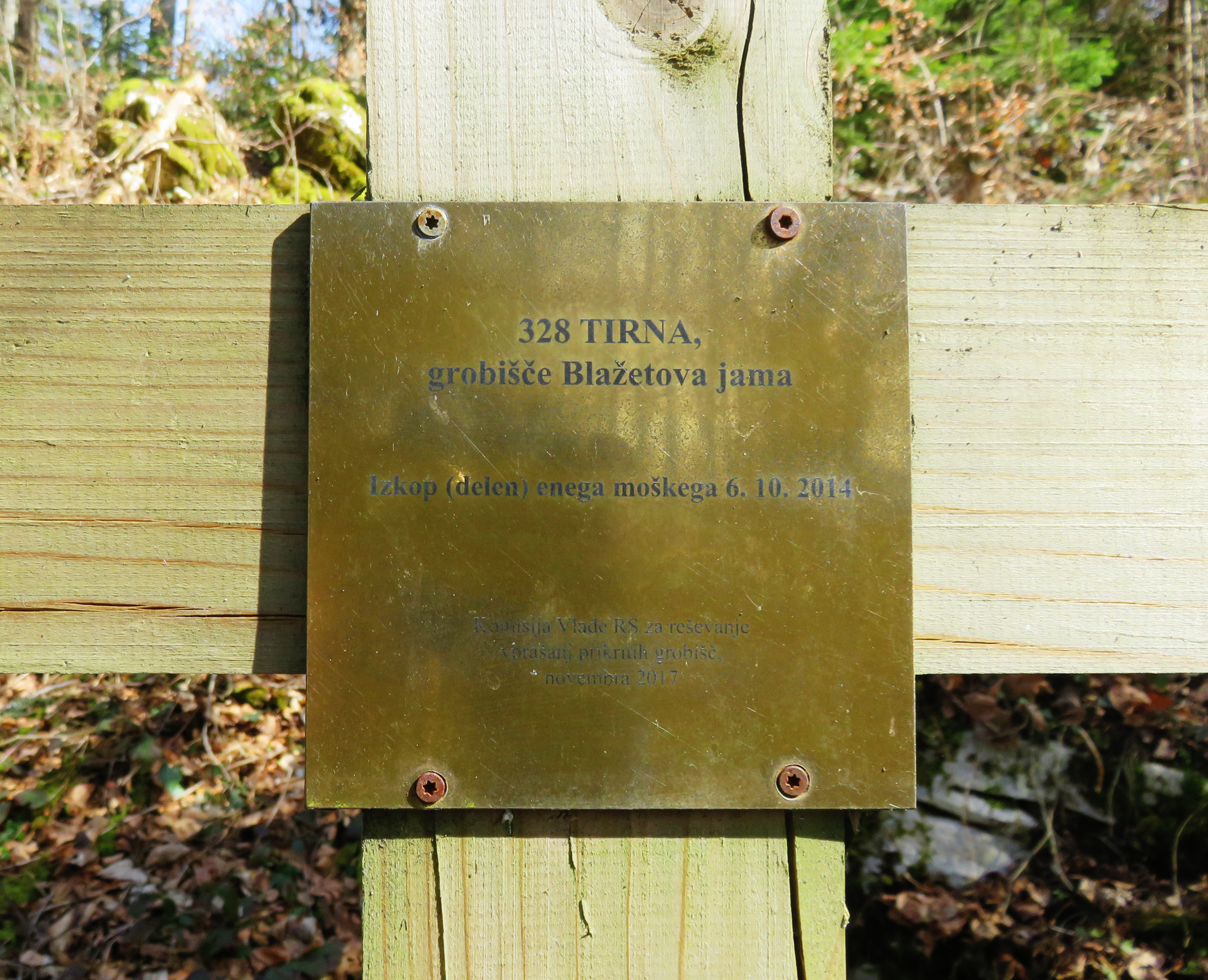
Massengrab der Blaž, Kreuzinschrift

## Tirna
In Tirna befindet sich ein Massengrab aus der Zeit unmittelbar nach dem Zweiten Weltkrieg. 
- Das Massengrab der Blaž-Höhle (Grobišče Blažetova jama) liegt etwa 1 Kilometer westlich der Siedlung an einer Forststraße. Es enthält die Überreste von etwa 150 slowenischen Zivilisten aus dem Gefängnis in Litija, die hier im Mai, Juni und Juli 1945 ermordet wurden.[6] Die Höhle ist 45 Meter tief.[7]